# Split Chain
Split Chain ist eine englische Nu-Metal-Band aus Bristol. 

## Geschichte
Die Band wurde im April 2023 vom Sänger Roberto Martinez-Cowles und dem Bassisten Tom Davies gegründet. Beide schrieben zunächst einige Lieder, bevor die Band von den Gitarristen Jake Reid und Ollie Bowles sowie dem Schlagzeuger Aaron Black komplettiert wurde. Die Band veröffentlichte eine Reihe von Singles, bevor sie im Sommer 2024 kurzfristig am Download-Festival teilnahmen. Split Chain spendeten ihre Gage an die Wohltätigkeitsorganisationen Palestine Children’s Relief Fund and Medical Aid for Palestinians, nachdem die Band für ihre Teilnahme kritisiert wurden, weil einer der Hauptsponsoren des Festivals, das Finanzunternehmen Barclays, enge Verbindungen mit Israel unterhält, welches sich seit 2023 in einem Krieg gegen die Terrororganisation Hamas befindet. Im September 2024 unterzeichneten Split Chain einen Vertrag bei Epitaph Records. Bei den Heavy Music Awards 2025 wurden Split Chain in der Kategorie Best UK Breakthrough Artist nominiert. Am 11. Juli 2025 erschien das Debütalbum Motionblur.

## Stil
Split Chain beschrieben ihre Musik selbst als „Nu Gaze“, eine Mischung aus Shoegaze, Grunge und Nu Metal, die an die Ästhetik und den Klang von MTV in den frühen 2000er Jahren erinnert. Jonas Silbermann-Schön vom deutschen Magazin Visions nannte noch Genres wie Emo und Post-Hardcore als Genres und empfahl die Band Fans von Deftones, Title Fight und Teenage Wrist.

## Diskografie
Studioalben
- 2025: Motionblur

Musikvideos
- 2023: Get Inside
- 2023: Future
- 2023: Extract
- 2023: Chalk
- 2024: Fade
- 2024: Descend
- 2024: Haven
- 2024: (Re-)Extract (feat. Softcult)
- 2024: I Don’t Wanna Be Me
- 2025: I’m Not Dying to Be Here
- 2025: Subside

## Musikpreise
| Jahr | Kategorie                   | für         | Resultat   |
| ---- | --------------------------- | ----------- | ---------- |
| 2025 | Best UK Breakthrough Artist | Split Chain | Ausstehend |